# Charles de Bar
Charles de Bar (mort à Baugy le 12 août 1538) est un ecclésiastique qui fut évêque de Saint-Papoul  de 1508 à 1538.

## Biographie
Membre de la famille de Bar de Baugy, neveu de Denis de Bar, il fut abbé de l'abbaye Notre-Dame de Loroy, dans l'actuel département du Cher. Il succède à son oncle en 1508 comme évêque de Saint-Papoul et meurt dans sa charge en août 1538.

## Héraldique
Ses armoiries sont: burelé d'azur et d'argent de neuf pièces